# Valencia County
Valencia County ist ein County im Bundesstaat New Mexico der Vereinigten Staaten. Das County hat 76.569 Einwohner. Der Sitz der Countyverwaltung (County Seat) befindet sich in Los Lunas.

## Geographie
Das County liegt etwas nordwestlich des geographischen Zentrums von New Mexico und hat eine Gesamtfläche von 2765 Quadratkilometern, wovon 2 Quadratkilometer (0,05 Prozent) Wasserfläche sind. Das County grenzt in New Mexico im Uhrzeigersinn an die Countys: Bernalillo County, Torrance County, Socorro County und Cibola County.

## Geschichte
Ein Ort hat den Status einer National Historic Landmark, die archäologische Fundstätte Zuni-Cibola Complex. 21 Bauwerke und Stätten des Countys sind insgesamt im National Register of Historic Places eingetragen (Stand 17. Februar 2018).

## Demografische Daten
Nach der Volkszählung im Jahr 2000 lebten im County 66.152 Menschen. Es gab 22.681 Haushalte und 17.350 Familien. Die Bevölkerungsdichte betrug 24 Einwohner pro Quadratkilometer. Ethnisch betrachtet setzte sich die Bevölkerung zusammen aus 66,51 % Weißen, 1,27 % Afroamerikanern, 3,30 % amerikanischen Ureinwohnern, 0,36 % Asiaten, 0,09 % Bewohnern aus dem pazifischen Inselraum und 23,93 % aus anderen ethnischen Gruppen; 4,55 % stammten von zwei oder mehr ethnischen Gruppen ab. 54,98 % der Bevölkerung waren spanischer oder lateinamerikanischer Abstammung.
Von den 22.681 Haushalten hatten 39,60 % Kinder und Jugendliche unter 18 Jahre, die bei ihnen lebten. 57,20 % waren verheiratete, zusammenlebende Paare, 13,10 % waren allein erziehende Mütter. 23,50 % waren keine Familien. 18,80 % waren Singlehaushalte und in 6,40 % lebten Menschen im Alter von 65 Jahren oder darüber. Die Durchschnittshaushaltsgröße betrug 2,86 und die durchschnittliche Familiengröße lag bei 3,25 Personen.
Auf das gesamte County bezogen setzte sich die Bevölkerung zusammen aus 30,10 % Einwohnern unter 18 Jahren, 8,40 % zwischen 18 und 24 Jahren, 29,60 % zwischen 25 und 44 Jahren, 21,70 % zwischen 45 und 64 Jahren und 10,20 % waren 65 Jahre alt oder darüber. Das Durchschnittsalter betrug 34 Jahre. Auf 100 weibliche Personen kamen 100,70 männliche Personen, auf 100 Frauen im Alter ab 18 Jahren kamen statistisch 99,10 Männer.
Das jährliche Durchschnittseinkommen eines Haushalts betrug 34.099 USD, das Durchschnittseinkommen der Familien betrug 37.157 USD. Männer hatten ein Durchschnittseinkommen von 30.339 USD, Frauen 23.132 USD. Das Prokopfeinkommen betrug 14.747 USD. 16,80 % der Bevölkerung und 13,50 % der Familien lebten unterhalb der Armutsgrenze. 22,30 % davon waren unter 18 Jahre und 10,80 % waren 65 Jahre oder älter.

## Orte im Valencia County
Im Valencia County liegen fünf Gemeinden, davon zwei Cities, eine Town und zwei Villages. Zu Statistikzwecken führt das U.S. Census Bureau 18 Census-designated places, die dem County unterstellt sind und keine Selbstverwaltung besitzen. Diese sind wie die Unincorporated Communities gemeindefreies Gebiet.
| Cities - Belen - Rio Communities | Town - Peralta | Villages - Bosque Farms - Los Lunas |

Census-designated places (CDP)
| - Adelino - Casa Colorada - Chical - El Cerro - El Cerro Mission | - Highland Meadows - Jarales - Las Maravillas - Los Chaves - Los Trujillos-Gabaldon (ehemals) | - Madrone - Meadow Lake - Monterey Park - Pueblitos - Rio Communities North (ehemals) | - Sausal - Tome - Valencia |

andere Unincorporated Communities
- Bosque
- Tome-Adelino